# Aviation Club Tennis Centre
Aviation Club Tennis Centre (česky Tenisové centrum leteckého klubu) je tenisový areál a oddíl v Dubaji, hlavním městě stejnojmenného emirátu ve Spojených arabských emirátech. Komplex 10 otevřených a dalších halových dvorců byl oficiálně otevřen v únoru 1996, ačkoli turnaje hostil již od roku 1993. Provozován je maloobchodní divizí Dubai Duty Free. V únorovém termínu pořádá Dubai Tennis Championships, kombinovaný turnaj na okruzích ATP Tour a WTA Tour. Areál se nachází v komerční a rezidenční oblasti Al-Karhud přibližně 3 km od mezinárodního letiště a více než 10 km severně od dubajského centra.

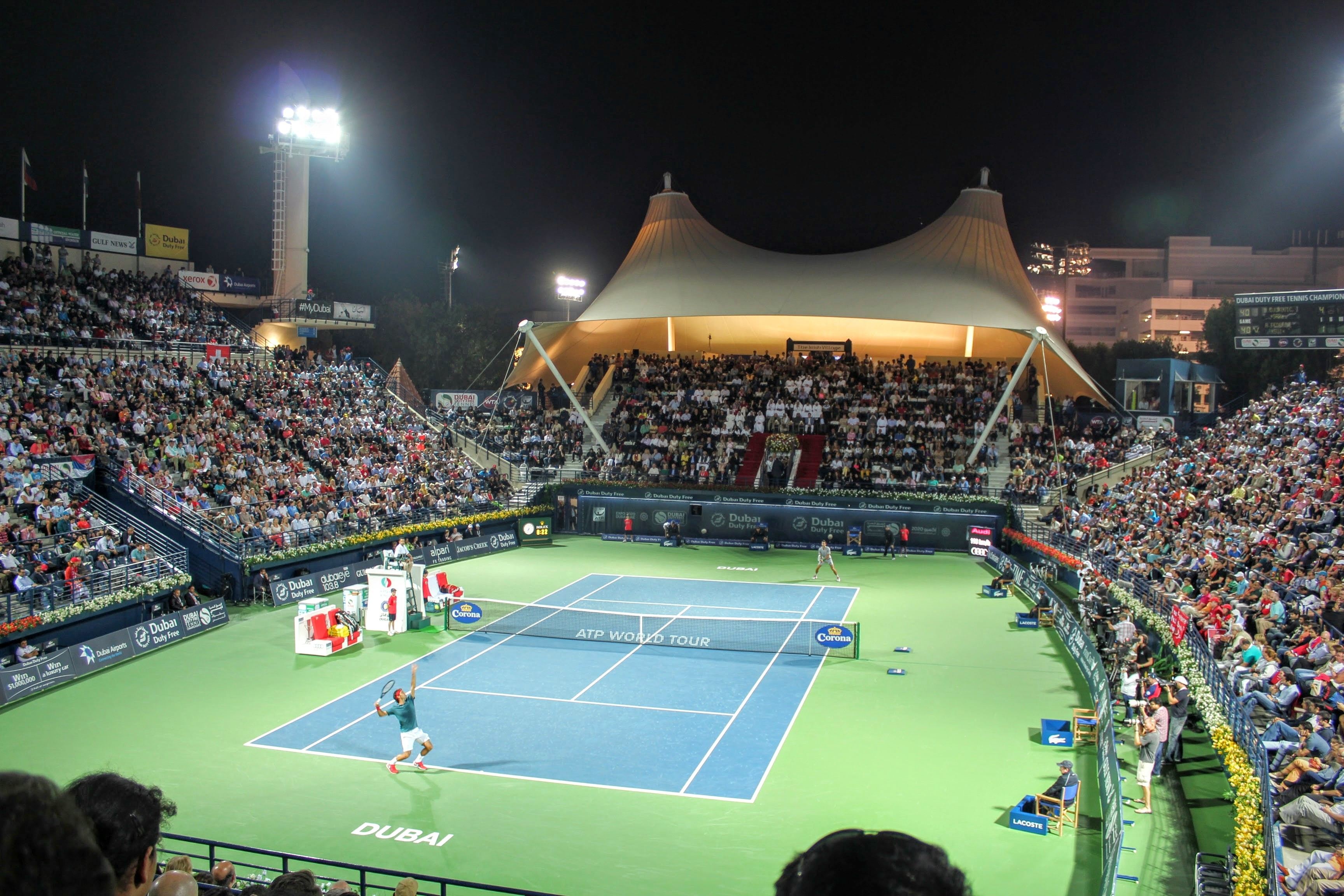
Federer–Djoković, semifinále ročníku 2014

Rekonstrukci areálu se organizátoři zavázali dokončit do roku 2027, s plánem navýšení kapacity centrálního dvorce (Tennis Stadium) o 2,5 tisíce míst, na 7,5 tisíc sedadel, a vznikem nového kurtu č. 1 (Court One). Záměrem jeho výstavby bylo zajištěný důstojného prostředí pro nejvýše nasazené a grandslamové vítěze, kteří v úvodních kolech hráli na malých postranních kurtech. Modernizací prošly i budovy zázemí a instalován byl systém elektronického čárového rozhodčí. Na deseti dvorcích je položen tvrdý povrch DecoTurf, o celkové ploše 8 895 m2.
V době pandemie covidu-19 se v areálu odehrála lednová kvalifikace ženské dvouhry Australian Open 2021, když její průběh v Melbourne Parku neumožnila australská restriktivní karanténní nařízení. Mužská kvalifikace proběhla v Dauhá. Poprvé v historii grandslamu se kvalifikační soutěže konaly mimo řádné dějiště turnaje.
Centrální stadion se stal místem konání koncertů, když se mezi vystupující umělce zařadili Sting, Geri Halliwell, Bryan Adams, Enrique Iglesias, Gloria Gaynor, Coolio či Shaggy.